# Asso99
Asso99 è una classe di barche a vela monotipo. Il progetto dell'Asso99 è d'Ettore Santarelli e risale agli anni ottanta.

## Storia
La maggioranza della barche a vela a deriva fissa erano di classe Libera (per i senza cabina) o delle varie classi IOR (per i cabinati), sul lago di Garda, all'inizio degl'anni ottanta. Erano quindi assenti barche a vela a deriva fissa che garantissero regate eque o senza complesse compensazioni ex post e che potessero dare divertimento, velocità e gratificazione agl'equipaggi ed agl'armatori ma senza grandi spese. L'idea del progettista Ettore Santarelli e dell'armatore Gian Paolo Pisa di realizzar l'Asso 99 trovò molto successo, quindi, in questo contesto.
Il primo esemplare d'Asso 99 venne varato alla base nautica della Canottieri Garda di Salò il 15 gennaio 1983 ed ottenne subito un grande consenso. Non passò molto tempo che si rese necessaria la costituzione d'una Classe apposita, con proprie regole e regate, data la grande richiesta.

## Caratteristiche tecniche
| Caratteristica              |         |
| --------------------------- | ------- |
| lunghezza                   | 9,96 m  |
| larghezza                   | 2,91 m  |
| peso                        | 1150 kg |
| randa                       | 40 m²   |
| genoa 1                     | 22 m²   |
| genoa 2                     | 21 m²   |
| fiocco olimpico autovirante | 18 m²   |
| spinnaker                   | 60 m²   |